# CRYBA4
CRYBA4 (англ. Crystallin beta A4) – білок, який кодується однойменним геном, розташованим у людей на короткому плечі 22-ї хромосоми. Довжина поліпептидного ланцюга білка становить 196 амінокислот, а молекулярна маса — 22 374.
| 10         |  | 20         |  | 30         |  | 40         |  | 50         |
| ---------- |  | ---------- |  | ---------- |  | ---------- |  | ---------- |
| MTLQCTKSAG |  | PWKMVVWDED |  | GFQGRRHEFT |  | AECPSVLELG |  | FETVRSLKVL |
| SGAWVGFEHA |  | GFQGQQYILE |  | RGEYPSWDAW |  | GGNTAYPAER |  | LTSFRPAACA |
| NHRDSRLTIF |  | EQENFLGKKG |  | ELSDDYPSLQ |  | AMGWEGNEVG |  | SFHVHSGAWV |
| CSQFPGYRGF |  | QYVLECDHHS |  | GDYKHFREWG |  | SHAPTFQVQS |  | IRRIQQ     |

A: Аланін

C: Цистеїн

D: Аспарагінова кислота

E: Глутамінова кислота

F: Фенілаланін

G: Гліцин

H: Гістидин

I: Ізолейцин

K: Лізин

L: Лейцин

M: Метіонін

N: Аспарагін

P: Пролін

Q: Глутамін

R: Аргінін

S: Серин

T: Треонін

V: Валін

W: Триптофан

Задіяний у такому біологічному процесі, як ацетилювання. 